# オーストロネシア人

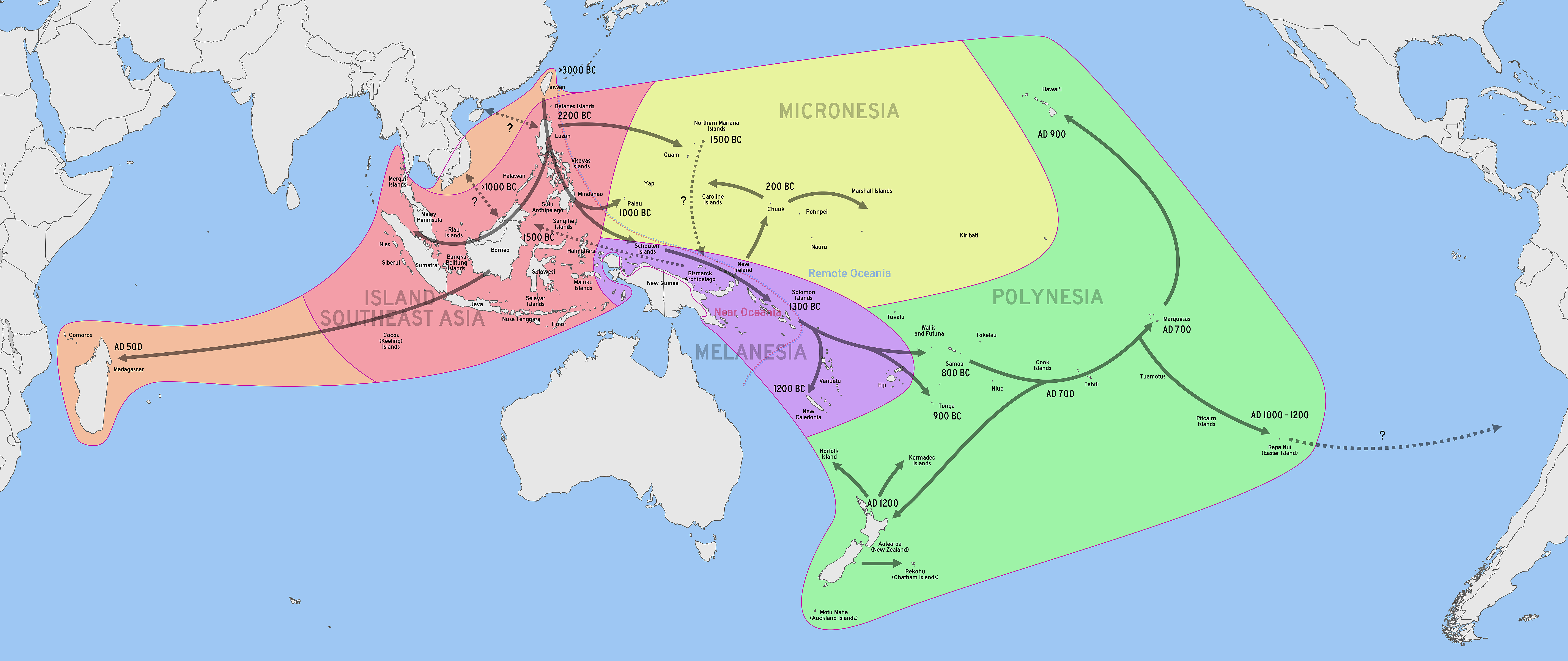
オーストロネシア系民族の拡散。台湾からフィリピン、インドネシア、太平洋へと拡散した

オーストロネシア人（オーストロネシアじん）またはオーストロネシア系諸族（オーストロネシアけいしょみんぞく、Austronesian peoples、Austronesian speaking peoples）とは、オーストロネシア語族を話す民族の総称である。台湾原住民、フィリピン諸民族、マレー人、メラネシア人、ミクロネシア人、ポリネシア人等が含まれる。卓越した航海技術によって、台湾を起点に、西はマダガスカル、東はイースター島、南はニュージーランドまで、広大な範囲に分布を広げた。なお、オーストロネシアとは「南（ラテン語 australis）＋諸島（古典ギリシャ語nesia）」である。

## 起源と拡散
オーストロネシア祖族は東アジアのモンゴロイドで、約6000年前に中国南部、現在の福建省付近から台湾へ渡ったとされる。
この時に一部のグループは黒潮や対馬海流に乗って日本列島にも渡っており、特に沖縄県・鹿児島県・宮崎県・和歌山県南部・三重県・愛知県・静岡県南西部などに彼らの末裔が多いと言われている（隼人や南島系海人族）。HLAハプロタイプはB54-DR4がこの流れを示している。ちなみに日本語は文法がアルタイ諸語のものであるが、音韻体系はポリネシア語の属するオーストロネシア語族と共通している部分がある。
一方で台湾からは5000年前以降に一部がフィリピンやインドネシア方面へ拡散し、紀元前2000年頃にインドネシアのスラウェシ島、ボルネオ島に到達した。
ボルネオ島のマレー人の一部はスンダ海峡を横断し、遠くマダガスカルへ達した。彼らは直接マダガスカル島まで航海した可能性が強く、この2つの島の間は4,500海里（8,300km)も離れているが、常に貿易風が追い風となる航海であるため、当時の東南アジア島嶼部の海民の技術レベルならば充分に現実的な航海である。
スラウェシ島のグループはここからニューギニア島海岸部、メラネシアと東進し、その間にオーストラロイドの先住民（パプア人、メラネシア人）と混血し、ポリネシア人、ミクロネシア人の始祖となる。彼らは紀元前1100年頃にはフィジー諸島に到達する。
現在、ポリネシアと呼ばれる地域への移住は紀元前950年頃からで、サモアやトンガからもラピタ人の土器が出土している。
サモアに到達した時点 でポリネシア人の東への移住の動きは一旦止まるのだが、紀元1世紀頃から再び移動を開始し、ポリネシア人たちはエリス諸島やマルキーズ諸島、ソシエテ諸島にまず移住した。その後、ソシエテ諸島を中心に300年頃にイースター島、400年頃にハワイ諸島、1000年頃にクック諸島やニュージーランドに到達した。

## 形質・遺伝子
オーストロネシア系諸族の祖先は元々モンゴロイドであったが、移住先の東南アジアにおいて先住民のオーストラロイドを多分に混血している。特にメラネシアにおいては、オーストラロイド系メラネシア先住民が、後からやってきたオーストロネシア語族に言語交替を引き起こしたというほうが正確である。またマダガスカル人はアフリカ人（ネグロイド）と混血している。
ポリネシア人は、例外的なまでに大型の体格と、彫りの深い顔立ちが特徴である。体脂肪率が高く、世界保健機関の調査で住民の肥満率において、世界上位10カ国のうちの4カ国をポリネシア系諸国が占めるほどである。このことは長い航海における厳しい環境下で、大型の体格、高い体脂肪率という形質特徴が選択されていった結果と考えられる。
オーストロネシア系諸族に高頻度に見られる遺伝子として、Y染色体ハプログループO1aがあげられる。O1a系統は台湾先住民に66.3%-89.6%、ニアス島で100%など、東南アジアの半島、島嶼部、オセアニアにも高頻度であり、オーストロネシア語族との関連が想定される。またO2a2*系統(xO2a2b-M7, O2a2c1-M134) もオーストロネシア語族と関連しており、スマトラ島のトバ人に55.3%, トンガに41.7%, フィリピンに25.0%観察される。ポリネシア人などにはパプア・メラネシア先住民由来のC1b2、MS、K*なども観察される。
mtDNAハプログループはハプログループB4a1a（台湾からポリネシアまで広域）、ハプログループE（島嶼部東南アジアが中心）が関連している。

## 生活・文化
オーストロネシア系諸族は概ね農耕生活を営んでおり、太平洋諸島ではタロイモ、ヤムイモなどの焼畑農業が行われる。漁労も行い、家畜はブタが中心でありニワトリも飼う。東南アジアのオーストロネシア系諸族は稲作もおこなうが、これは基層住民として分布していたオーストロアジア系諸族の生活体系を引き継いだものである。
ミクロネシア人は母系制社会、ポリネシア人は父系制社会である。メラネシアは比較的平等な社会である。